# Таун-Лайн (Нью-Йорк)
Таун-Лайн (англ. Town Line) — переписна місцевість (CDP) в США, в окрузі Ері штату Нью-Йорк. Населення — 2334 особи (2020).

## Географія
Таун-Лайн розташований за координатами 42°53′12″ пн. ш. 78°34′2″ зх. д. / 42.88667° пн. ш. 78.56722° зх. д. (42.886773, -78.567244).  За даними Бюро перепису населення США в 2010 році переписна місцевість мала площу 11,98 км², з яких 11,97 км² — суходіл та 0,01 км² — водойми.

## Демографія
Згідно з переписом 2010 року, у переписній місцевості мешкало 2367 осіб у 901 домогосподарстві у складі 711 родини. Густота населення становила 198 осіб/км².  Було 935 помешкань (78/км²).
Расовий склад населення:
| - 99,0 % — білих - 0,1 % — корінних американців - 0,1 % — чорних або афроамериканців - 0,1 % — азіатів |

До двох чи більше рас належало 0,7 %. Частка іспаномовних становила 0,8 % від усіх жителів.
За віковим діапазоном населення розподілялося таким чином: 20,7 % — особи молодші 18 років, 61,4 % — особи у віці 18—64 років, 17,9 % — особи у віці 65 років та старші. Медіана віку мешканця становила 46,0 року. На 100 осіб жіночої статі у переписній місцевості припадало 98,1 чоловіків;  на 100 жінок у віці від 18 років та старших — 96,6 чоловіків також старших 18 років.
Середній дохід на одне домашнє господарство  становив 80 451 долар США (медіана — 68 750), а середній дохід на одну сім'ю — 82 598 доларів (медіана — 75 625). За межею бідності перебувало 10,9 % осіб, у тому числі 15,6 % дітей у віці до 18 років та 5,6 % осіб у віці 65 років та старших.
Цивільне працевлаштоване населення становило 1205 осіб. Основні галузі зайнятості: освіта, охорона здоров'я та соціальна допомога — 28,3 %, виробництво — 18,8 %, роздрібна торгівля — 11,7 %, мистецтво, розваги та відпочинок — 10,8 %.